# Полуостров Янковского
Полуостров Янковского — полуостров на юге Приморского края. Находится на западном побережье залива Петра Великого, отделяет бухту Нарва и Лебяжью лагуну от Славянского залива. С северо-запада соединён низким заболоченным перешейком с материком. В восточной части находится бухта Гека, в юго-восточной — бухта Табунная, в юго-западной — бухта Миноносок. Крайней северной точкой полуострова является мыс Бринера, восточной — мыс Куприянова. К югу от полуострова находятся острова Сидорова и Герасимова, к востоку — остров Кроличий. На полуострове много небольших ручьёв.
Рельеф полуострова преимущественно горный. Высочайшая точка 248 м. Берега крутые, обрывистые, скалистые, в северо-западной части равнинные и частично заболоченные. В море близ полуострова встречаются подводные и надводные камни.
В восточной части полуострова, на берегах бухт Гека и Нарва расположено село Безверхово.
Первоначально полуостров носил название Сидеми, затем был переименован в честь Михаила Ивановича Янковского, имевшего на этом полуострове свою усадьбу.